# Baltazara Chuiza
Baltazara Chuiza, född okänt år, var en upprorsledare i nuvarande Ecuador. Hon ledde en revolt mot spanjorerna under år 1778. 